# RNA-Polymerase V
Die RNA-Polymerase V ist eine pflanzenspezifische RNA-Polymerase mit mehreren Untereinheiten, die sich im Zellkern befindet. Zusammen mit der RNA-Polymerase IV ist sie für die normale Funktion und die Biogenese von small interfering RNA (siRNA) erforderlich. Sie ist am siRNA-gesteuerten DNA-Methylierungsweg beteiligt, der zum heterochromatischen Silencing führt.
Die RNA-Polymerase V besteht aus 12 Untereinheiten, die zu den Untereinheiten der RNA-Polymerase II paralog sind. Die zwei größten Untereinheiten (aktives Zentrum) sind die am meisten konservierte Region, die Ähnlichkeiten mit eukaryotischen und bakteriellen Polymerasen aufweist.